# Нижние края
Ни́жние края́ (серб. Доњи краји) — средневековое название области в северо-западной части Боснии и Герцеговины.
Название, известное с 1244 года как владения Боснийского государства, означает местность, расположенную у подножия высоких гор (от серб. доњи — «нижний»). К концу истории существования Боснийского государства сюда переместился политический центр страны: город Яйце был столицей последнего короля Боснии — Степана Томашевича. В период турецкого владычества на месте Нижних краёв появилась историческая область под названием Краина (название впервые упоминается в 1594 году). «Нижние края» присутствовали в пространном титуле правителей Боснии.

## История

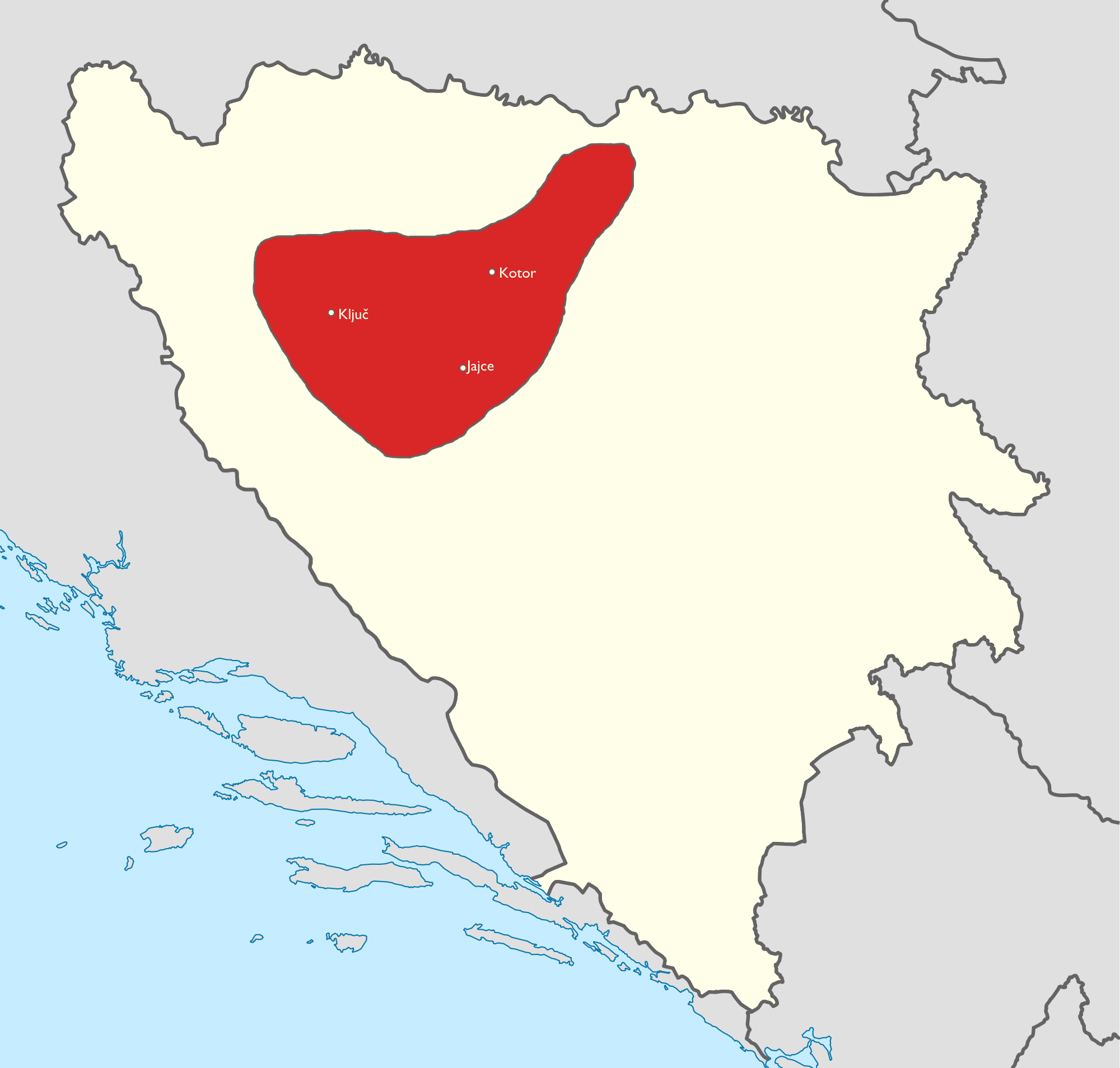
Нижние края

Область располагалась в среднем течении рек Врбаса и Саны, между городами Баня-Лукой и Яйце. На территории области в ранней истории располагались старохорватские жупы: Земляник в среднем течении Врбаса, Врбаня в районе одноимённой реки с городом Котором и Баница с Ключем.
Как земля Боснии впервые упоминается под названием «Нижние края» во время правления венгерского короля Белы IV в 1244 году. Здесь располагались владения боснийского бана Приезды, который в 1287 году выделил жупу Земляник своей дочери Катарине. В конце века область вошла во владения хорватских князей Брибирских, которых в начале XIV заменили их родственники — Хорватин со своими братьями. В документе хорватского бана Павла I Брибирского 1301 года Хорватин был назван князем боснийских Нижних краёв. Его сын Вукослав получил от боснийского бана Степана Котромана жупы Врбаню и Баницу, его брат Павел, между тем жупа Земляник находилась во владении его брата Павла. В 1363 году венгерский король Людовик I Великий вступил в войну с боснийским баном Твртко. Вельможа Влатко Вукославич из боснийского рода Хорватиничей передал Венграм город Ключ, после чего уехал в Славонию. Вукац получил в 1366 году от Твртко владения Вукослава с жупой Пливой и городом Сокол, который он оборонял от венгров в 1363 году. От Вукаца Нижние края перешли в наследство его сына Хрвое, который в 1412 году упоминается как князь Нижних краёв. Племянник Хрвоя Юрай Войсалич и сын последнего носили титул воевод Нижних краёв.
Сюда переместился двор боснийского правителя. В городе Яйце в 1461 году состоялась коронация Степана Томашевича. В 1463 году Нижние края были завоёваны турками, однако в том же году освобождены венграми и вошли в состав Яяцкой бановины. В 1527 году область была окончательно подчинена Османской империей, которая на землях Нижних краёв учредила
Боснийский санджак.